# One More Arrow
One More Arrow è un brano composto e interpretato dall'artista britannico Elton John; il testo è di Bernie Taupin.

## Il brano
Esso proviene dall'album Too Low for Zero del 1983 e si caratterizza come una canzone di chiaro stampo pop. Viene messa in evidenza la Elton John Band (composta dal bassista Dee Murray, dal batterista Nigel Olsson e dal chitarrista Davey Johnstone) così come in tutto il resto del disco; l'arrangiamento orchestrale è opera di James Newton Howard. La voce di Elton è in falsetto per quasi tutta la durata del pezzo. Il brano è stato notato positivamente dalla critica; il testo di Bernie  (letteralmente Un'Altra Freccia) cita anche l'attore hollywoodiano Robert Mitchum.